# Saint Louis Science Center
Le Saint Louis Science Center (St. Louis Museum of Science and Natural History jusqu'en 1989) est un ensemble de bâtiments, comprenant un musée scientifique et un planétarium à Saint-Louis, à l'angle sud-est de Forest Park. Avec plus de 750 expositions dans un complexe de plus de 300 000 pieds carrés (27 870,912 m2), il est parmi les plus grands du genre aux États-Unis.

## Historique
Le musée porte à l'origine le nom de St. Louis Museum of Science and Natural History. En 1989, le centre déménage dans le Forest Park et est renommé le Saint Louis Science Center.
Le Metropolitan Zoological Park & Museum District (ZMD) est créé en 1970 pour créer un fonds public pour le maintien et la gratuité de plusieurs institutions scientifiques, dont le Museum of Science and Natural History. À partir de 2010, l'existence de la ZMD est remise en question, menaçant le modèle économique du musée.

## Principaux bâtiments

### Planétarium James S. McDonnell

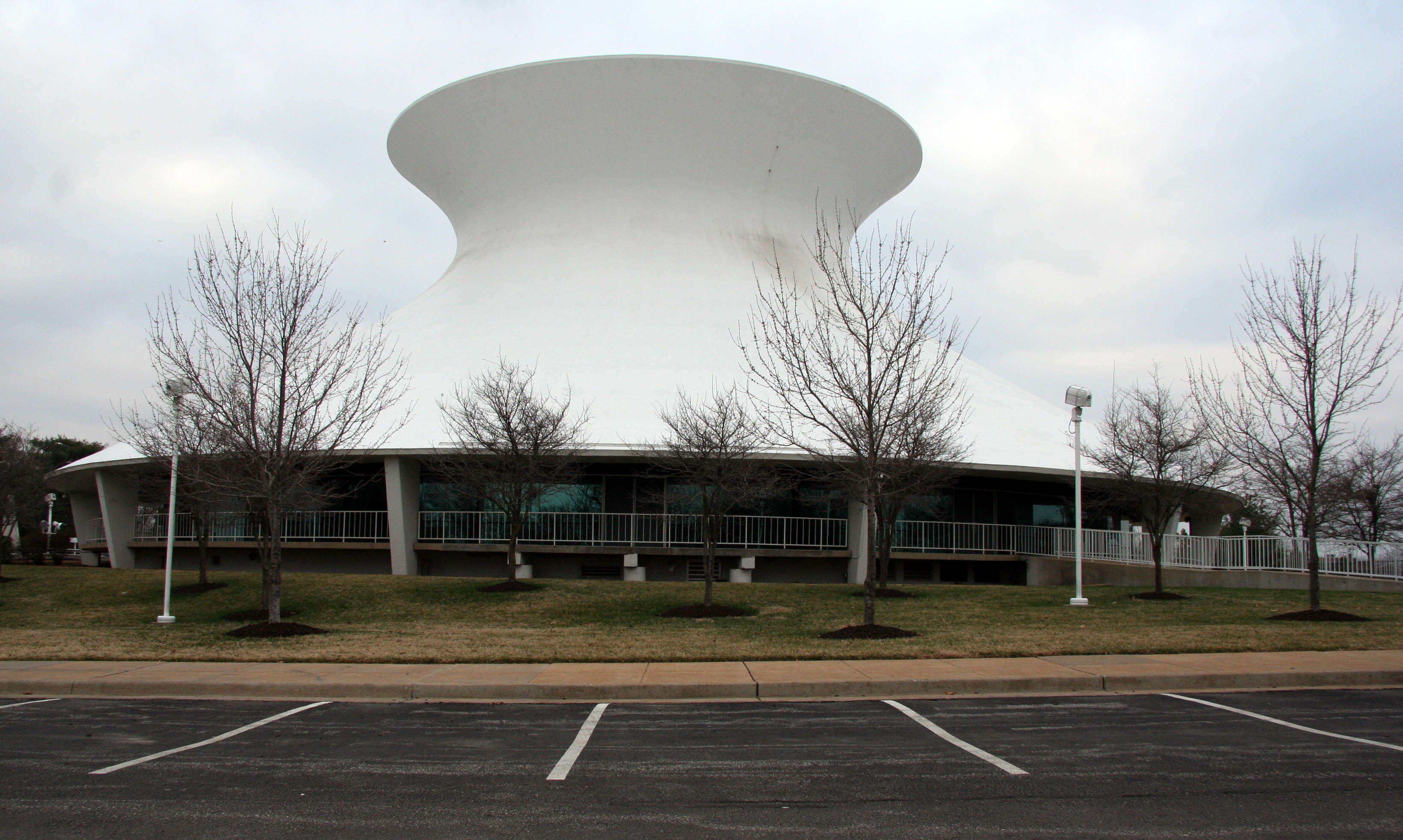
Planétarium James S. McDonnell.

Le planétarium James S. McDonnell, construit en 1963, est doté d'une structure à coque mince et hyperboloïde conçue par Gyo Obata (en). Ce bâtiment est l'une des composantes les plus distinctives du campus du Saint Louis Science Center

## Voir également